# Andreas Borgman
Andreas Borgman (* 18. Juni 1995 in Stockholm) ist ein schwedischer Eishockeyspieler, der seit Juli 2025 erneut beim HV71 aus der Svenska Hockeyligan (SHL) unter Vertrag steht und dort auf der Position des Verteidigers spielt. Zuvor absolvierte Borgman unter anderem 55 Spiele für die Toronto Maple Leafs und Tampa Bay Lightning in der National Hockey League (NHL).

## Karriere
Andreas Borgman spielte in seiner Jugend für den Huddinge IK in einem Vorort seiner Geburtsstadt Stockholm, wechselte allerdings in der Folge in die Nachwuchsabteilung des Timrå IK aus dem etwa 400 Kilometer nördlich gelegenen Timrå. Für deren Juniorenteams lief der Verteidiger anschließend in der J18 Allsvenskan sowie in der J20 SuperElit auf, den jeweils höchsten schwedischen Ligen dieser beiden Altersklassen. Zudem gab er bereits in der Saison 2012/13 sein Debüt in der Elitserien, der höchsten Profiliga Schwedens, und nahm mit dem Timrå IK an der Kvalserien teil, in der das Team aus der Elitserien in die zweitklassige Allsvenskan abstieg. Dort etablierte sich der Schwede im Laufe der nächsten beiden Spielzeiten im Kader Timrås, bevor er zur Saison 2015/16 innerhalb der Liga zum VIK Västerås HK wechselte. In der Folge erzielte der Abwehrspieler mit 16 Scorerpunkten aus 52 Spielen seine beste persönliche Statistik in der Allsvenskan und wurde schließlich im März 2016 von HV71 verpflichtet, sodass er in die nun umbenannte, erstklassige Svenska Hockeyligan (SHL) zurückkehrte.
In seiner ersten kompletten SHL-Saison gewann Borgman mit HV71 prompt die schwedische Meisterschaft, während er alle Rookies der Liga in der Plus/Minus-Statistik anführte (+23) und infolgedessen als SHL-Rookie des Jahres ausgezeichnet wurde. Mit diesen Leistungen erregte der Schwede auch in Nordamerika Aufmerksamkeit und unterzeichnete daher im Mai 2017 einen Einstiegsvertrag bei den Toronto Maple Leafs aus der National Hockey League (NHL). Im Rahmen der anschließenden Saisonvorbereitung erspielte sich der Abwehrspieler dann einen Platz im Aufgebot der Maple Leafs und debütierte somit im Oktober 2017 in der NHL. Im Saisonverlauf war er zudem im Farmteam, den Toronto Marlies, in der American Hockey League aktiv, das am Saisonende den Calder Cup gewann. Bei den Marlies begann Borgman in der Folge auch die Saison 2018/19.
Nach zwei Jahren in Toronto wurde der Schwede im Juli 2019 an die St. Louis Blues abgegeben, während im Gegenzug Jordan Schmaltz zu den Maple Leafs wechselte. Diese setzten ihn ausschließlich in der AHL bei der San Antonio Rampage ein, ehe er im Oktober 2020 als Free Agent zu den Tampa Bay Lightning wechselte. Zudem stand er bis zum Beginn der Spielzeiten in Nordamerika bei Ässät Pori in der finnischen Liiga auf dem Eis. Die Lightning gewannen in den folgenden Playoffs 2021 erneut den Stanley Cup, jedoch kam Borgman in der post-season nicht zum Einsatz und bestritt auch in der regulären Saison nur sieben Partien, sodass er sich nicht für die Gravur auf der Trophäe qualifizierte. Wenig später wechselte er im Juli 2021, abermals als Free Agent, zu den Dallas Stars. Diese setzten ihn jedoch bis Dezember 2021 nur bei den Texas Stars in der AHL ein, sodass man sich auf eine Vertragsauflösung einigte und Borgman in seine Heimat zurückkehrte, wo er sich dem Frölunda HC anschloss und dort bis zum Sommer 2023 aktiv war.
Anschließend wechselte der Schwede auf die Saison 2023/24 hin zu Fribourg-Gottéron aus der Schweizer National League. Mit dem Team gewann der Verteidiger im Dezember 2024 die 96. Auflage des traditionsreichen Spengler Cups. Nachdem Borgman dort zwei Spielzeiten bis zum Frühjahr 2025 verbracht hatte, schloss er einen Vertrag mit dem HV71 aus der SHL ab.

### International
Borgman vertrat sein Heimatland im Juniorenbereich erstmals im Rahmen der U18-Weltmeisterschaft 2013, bei der er mit den Tre Kronor den fünften Platz belegte. Sein Debüt für die A-Nationalmannschaft Schwedens folgte bei der Euro Hockey Tour der Saison 2016/17.

## Erfolge und Auszeichnungen
- 2017 Schwedischer Meister mit HV71
- 2017 Årets nykomling
- 2018 Calder-Cup-Gewinn mit den Toronto Marlies
- 2024 Spengler-Cup-Gewinn mit Fribourg-Gottéron

## Karrierestatistik
Stand: Ende der Saison 2024/25

### International
Vertrat Schweden bei:
- U18-Junioren-Weltmeisterschaft 2013

(Legende zur Spielerstatistik: Sp oder GP = absolvierte Spiele; T oder G = erzielte Tore; V oder A = erzielte Assists; Pkt oder Pts = erzielte Scorerpunkte; SM oder PIM = erhaltene Strafminuten; +/− = Plus/Minus-Bilanz; PP = erzielte Überzahltore; SH = erzielte Unterzahltore; GW = erzielte Siegtore; 1 Play-downs/Relegation; Kursiv: Statistik nicht vollständig)